# Негрени (Валча)
Негрени (рум. Negreni) насеље је у Румунији у округу Валча у општини Михаешти. Oпштина се налази на надморској висини од 231 m.

## Становништво
Према подацима из 2002. године у насељу је живело 372 становника, од којих су сви румунске националности.